# Campionati europei di nuoto 2010 - 100 metri rana maschili
Le qualifiche per la semifinale si sono svolte la mattina del 9 agosto 2010, mentre la semifinale si è svolta la sera dello stesso giorno. La finale, invece, si è svolta la sera del 10 agosto 2010.

## Medaglie
| Posizione | Atleta             | Paese    |
| --------- | ------------------ | -------- |
| Oro       | Alexander Dale Oen | Norvegia |
| Argento   | Hugues Duboscq     | Francia  |
| Bronzo    | Fabio Scozzoli     | Italia   |

## Record
Prima della manifestazione il record del mondo (RM), il record europeo (EU) e il record dei campionati (RC) sono i seguenti.
| Record mondiale       | 58"58 | Brenton Rickard Australia   | 27 luglio 2009 Roma, Italia       |
| Record europeo        | 58"64 | Hugues Duboscq Francia      | 27 luglio 2009 Roma, Italia       |
| Record dei campionati | 59"20 | Alexander Dale Oen Norvegia | 10 agosto 2010 Budapest, Ungheria |

Durante la competizione sono stati migliorati i seguenti record:
| Data      | Evento        | Atleta             | Nazione  | Tempo | Record                |
| --------- | ------------- | ------------------ | -------- | ----- | --------------------- |
| 9 agosto  | 2ª semifinale | Alexander Dale Oen | Norvegia | 59"29 | Record dei campionati |
| 10 agosto | Finale        | Alexander Dale Oen | Norvegia | 59"20 | Record dei campionati |

## Risultati batterie
| Pos. | Atleta                 | Nazionalità | Tempo        | Batteria     | Corsia       | Note         |
| ---- | ---------------------- | ----------- | ------------ | ------------ | ------------ | ------------ |
| 1    | Alexander Dale Oen     | Norvegia    | 1:00.48      | 8            | 5            |              |
| 2    | Giedrius Titenis       | Lituania    | 1:00.79      | 4            | 7            |              |
| 3    | Fabio Scozzoli         | Italia      | 1:00.97      | 7            | 5            |              |
| 4    | Hugues Duboscq         | Francia     | 1:00.98      | 7            | 4            |              |
| 5    | Lennart Stekelenburg   | Paesi Bassi | 1:01.29      | 8            | 7            |              |
| 6    | Roman Sludnov          | Russia      | 1:01.30      | 6            | 4            |              |
| 7    | Dániel Gyurta          | Ungheria    | 1:01.34      | 6            | 2            |              |
| 8    | Hendrik Feldwehr       | Germania    | 1:01.35      | 8            | 3            |              |
| 9    | Laurent Carnol         | Lussemburgo | 1:01.39      | 5            | 7            |              |
| 10   | Valeriy Dymo           | Ucraina     | 1:01.47      | 7            | 2            |              |
| 11   | Kristopher Gilchrist   | Regno Unito | 1:01.52      | 6            | 3            |              |
| 11   | Richard Bodor          | Ungheria    | 1:01.52      | 7            | 7            |              |
| 13   | Akos Molnar            | Ungheria    | 1:01.56      | 7            | 6            |              |
| 14   | Grigory Falko          | Russia      | 1:01.59      | 6            | 5            |              |
| 14   | Igor Borysik           | Ucraina     | 1:01.59      | 8            | 4            |              |
| 16   | Hunor Mate             | Austria     | 1:01.66      | 8            | 1            |              |
| 17   | Dragoș Agache          | Romania     | 1:01.67      | 7            | 3            |              |
| 18   | Jakob Sveinsson        | Islanda     | 1:01.70      | 6            | 1            |              |
| 19   | Matjaz Markic          | Slovenia    | 1:01.82      | 3            | 8            |              |
| 20   | Andriy Kovalenko       | Ucraina     | 1:01.85      | 6            | 7            |              |
| 21   | Robin Van Aggele       | Paesi Bassi | 1:01.86      | 8            | 8            |              |
| 22   | Damir Dugonjič         | Slovenia    | 1:01.91      | 5            | 4            |              |
| 23   | Caba Siladji           | Serbia      | 1:01.93      | 6            | 8            |              |
| 24   | Marco Koch             | Germania    | 1:01.95      | 8            | 2            |              |
| 25   | Emil Tahirovič         | Slovenia    | 1:02.13      | 4            | 4            |              |
| 26   | Slawomir Kuczko        | Polonia     | 1:02.15      | 5            | 1            |              |
| 27   | Andrea Toniato         | Italia      | 1:02.19      | 6            | 6            |              |
| 28   | Edoardo Giorgetti      | Italia      | 1:02.20      | 5            | 3            |              |
| 29   | Stanislav Lakhtyukhov  | Russia      | 1:02.23      | 7            | 8            |              |
| 30   | Alexander Triznov      | Russia      | 1:02.25      | 4            | 2            |              |
| 31   | Gabor Financsek        | Ungheria    | 1:02.27      | 2            | 3            |              |
| 32   | Luca Pizzini           | Italia      | 1:02.29      | 7            | 1            |              |
| 33   | Slawomir Wolniak       | Polonia     | 1:02.31      | 5            | 5            |              |
| 34   | Michael Jamieson       | Regno Unito | 1:02.42      | 8            | 6            |              |
| 35   | Przemyslaw Gorczyca    | Polonia     | 1:02.43      | 4            | 5            |              |
| 35   | Barry Murphy           | Irlanda     | 1:02.43      | 5            | 2            |              |
| 37   | Oemer Aslanoglu        | Turchia     | 1:02.46      | 3            | 5            |              |
| 38   | Martti Aljand          | Estonia     | 1:02.49      | 3            | 3            |              |
| 39   | Carlos Esteves Almeida | Portogallo  | 1:02.53      | 2            | 2            |              |
| 40   | Tomas Klobucnik        | Slovacchia  | 1:02.80      | 2            | 4            |              |
| 41   | Daniel Malnik          | Israele     | 1:02.94      | 1            | 5            |              |
| 42   | Gal Nevo               | Israele     | 1:03.10      | 1            | 7            |              |
| 43   | Andrew Bree            | Irlanda     | 1:03.22      | 4            | 8            |              |
| 44   | Iisakki Ratilainen     | Finlandia   | 1:03.34      | 3            | 2            |              |
| 45   | Edvinas Dautartas      | Lituania    | 1:03.38      | 4            | 6            |              |
| 45   | Petr Bartunek          | Rep. Ceca   | 1:03.38      | 5            | 6            |              |
| 47   | Filipp Provorkov       | Estonia     | 1:03.54      | 4            | 1            |              |
| 48   | Tomas Fucik            | Rep. Ceca   | 1:03.65      | 3            | 7            |              |
| 49   | Andrei Tuomola         | Finlandia   | 1:03.81      | 2            | 7            |              |
| 50   | Chris Christensen      | Danimarca   | 1:03.87      | 5            | 8            |              |
| 51   | Dmitriy Cherkasov      | Azerbaigian | 1:04.14      | 1            | 2            |              |
| 52   | Dinko Geshev           | Bulgaria    | 1:04.63      | 3            | 6            |              |
| 53   | Igor Kozlovskij        | Lituania    | 1:04.82      | 4            | 3            |              |
| 54   | Rastislav Racz         | Slovacchia  | 1:05.12      | 1            | 6            |              |
| 55   | Tom Beeri              | Israele     | 1:05.18      | 2            | 8            |              |
| 56   | Vadim Romanov          | Estonia     | 1:05.22      | 3            | 1            |              |
| 57   | Karlis Krumins         | Lettonia    | 1:06.18      | 2            | 6            |              |
| 58   | Grega Plevelj          | Slovenia    | 1:06.21      | 1            | 3            |              |
| 59   | Ari-Pekka Liukkonen    | Finlandia   | 1:06.43      | 2            | 5            |              |
| 60   | Hocine Haciane         | Andorra     | 1:06.53      | 1            | 4            |              |
| 61   | Matej Kuchar           | Slovacchia  | 1:06.62      | 2            | 1            |              |
|      | Eetu Karvosen          | Finlandia   | squalificato | squalificato | squalificato | squalificato |

## Semifinale
| Pos. | Atleta               | Nazionalità | Batteria | Corsia | Tempo   | Note |
| ---- | -------------------- | ----------- | -------- | ------ | ------- | ---- |
| 1    | Alexander Dale Oen   | Norvegia    | 2        | 4      | 59.29   | RC   |
| 2    | Hugues Duboscq       | Francia     | 1        | 5      | 1:00.54 |      |
| 3    | Dániel Gyurta        | Ungheria    | 2        | 6      | 1:00.56 |      |
| 4    | Lennart Stekelenburg | Paesi Bassi | 2        | 3      | 1:00.71 |      |
| 5    | Fabio Scozzoli       | Italia      | 2        | 5      | 1:00.72 |      |
| 6    | Igor Borysik         | Ucraina     | 1        | 1      | 1:00.97 |      |
| 7    | Giedrius Titenis     | Lituania    | 1        | 4      | 1:01.21 |      |
| 8    | Hendrik Feldwehr     | Germania    | 1        | 6      | 1:01.23 |      |
| 9    | Roman Sludnov        | Russia      | 1        | 3      | 1:01.25 |      |
| 10   | Valeriy Dymo         | Ucraina     | 1        | 2      | 1:01.26 |      |
| 11   | Dragoș Agache        | Romania     | 1        | 8      | 1:01.32 |      |
| 12   | Kristopher Gilchrist | Regno Unito | 2        | 7      | 1:01.51 |      |
| 13   | Laurent Carnol       | Lussemburgo | 2        | 2      | 1:01.58 |      |
| 14   | Hunor Mate           | Austria     | 2        | 8      | 1:01.65 |      |
| 15   | Richard Bodor        | Ungheria    | 1        | 7      | 1:01.66 |      |
| 16   | Grigory Falko        | Russia      | 2        | 1      | 1:01.72 |      |

## Finale
| Pos. | Atleta               | Nazionalità | Corsia | Tempo   | Note |
| ---- | -------------------- | ----------- | ------ | ------- | ---- |
|      | Alexander Dale Oen   | Norvegia    | 4      | 59.20   | RC   |
|      | Hugues Duboscq       | Francia     | 5      | 1:00.15 |      |
|      | Fabio Scozzoli       | Italia      | 2      | 1:00.41 |      |
| 4    | Dániel Gyurta        | Ungheria    | 3      | 1:00.64 |      |
| 5    | Giedrius Titenis     | Lituania    | 1      | 1:00.87 |      |
| 6    | Lennart Stekelenburg | Paesi Bassi | 6      | 1:01.01 |      |
| 7    | Hendrik Feldwehr     | Germania    | 8      | 1:01.28 |      |
| 8    | Igor Borysik         | Ucraina     | 7      | 1:01.31 |      |